# Solva macroscelis
Solva macroscelis är en tvåvingeart som först beskrevs av Speiser 1923.  Solva macroscelis ingår i släktet Solva och familjen lövträdsflugor.
Artens utbredningsområde är Tanzania. Inga underarter finns listade i Catalogue of Life.